# خوذة مدمجة بكاميرا
خوذة مدمجة بكاميرا (بالإنجليزية: Helmet camera )‏ هي كاميرا مثبتة بالخوذة وعادة ماتكون كاميرا تلفزيون دائرة المغلقة. تسمح الخوذة المدمجة بكاميرا للشخص تصوير من منظور شخص أول (en) دون حمل الكاميرا باليد.

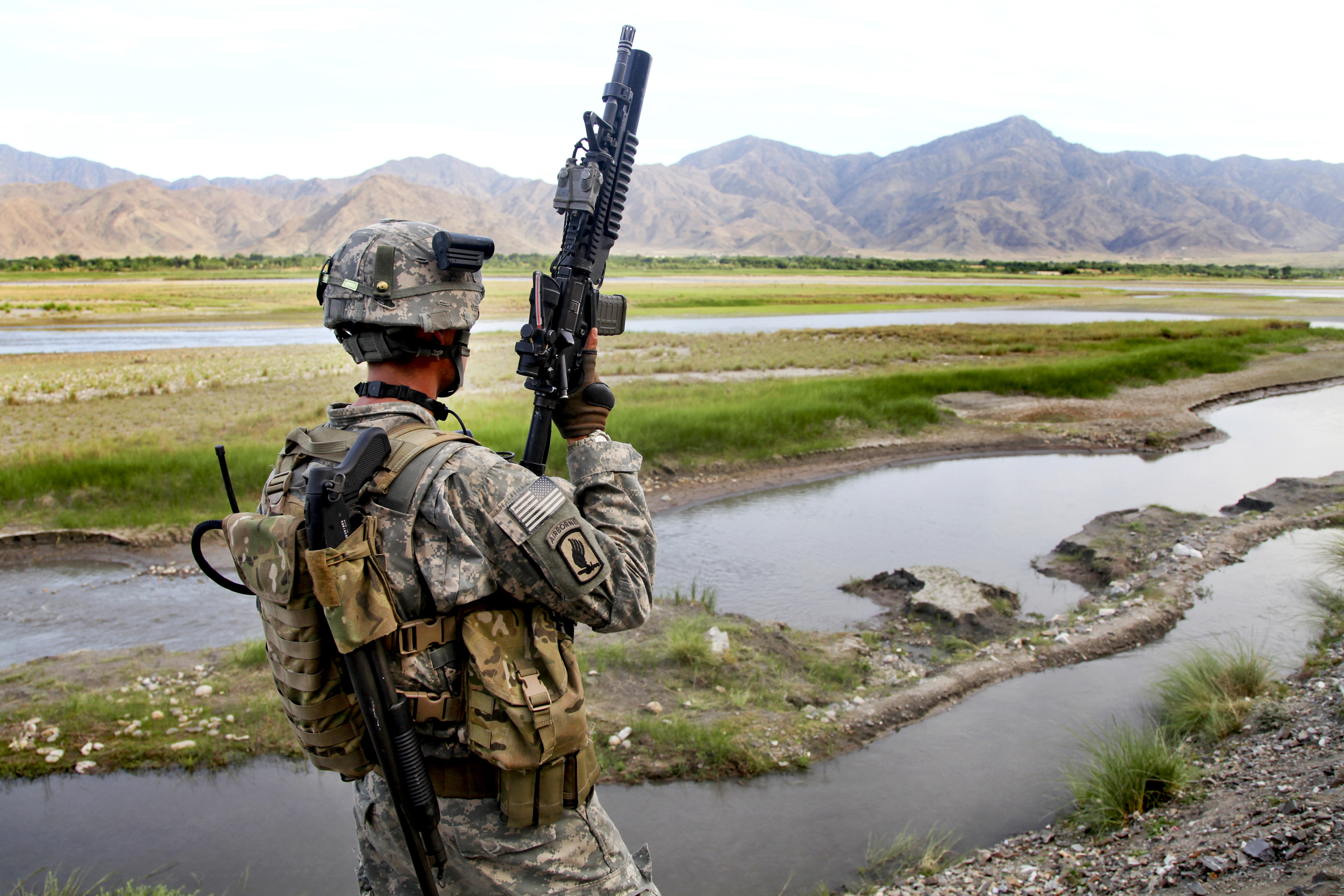
جندي أمريكي في أفغانستان يضع خوذة كاميرا شخصية